# Персонвил (Калифорнија)
Персонвил (енгл. Pearsonville) насељено је место без административног статуса у америчкој савезној држави Калифорнија.

## Демографија
По попису из 2010. године број становника је 17, што је 10 (-37,0%) становника мање него 2000. године.
| Група             | 2000.      | 2010.      |
| Белци             | 23 (85,2%) | 16 (94,1%) |
| Афроамериканци    | 0 (0,0%)   | 0 (0,0%)   |
| Азијати           | 0 (0,0%)   | 0 (0,0%)   |
| Хиспаноамериканци | 4 (14,8%)  | 1 (5,9%)   |
| Укупно            | 27         | 17         |